# 백수한
백수한(白壽翰, 1081년 ~ 1135년)은 고려 때의 일관(日官)이며 묘청의 제자이다. 본관은 직산.

## 생애
묘청을 스승으로 섬기면서 정지상 등과 같이 서경 천도를 주장하다가 묘청의 난이 일어나자 정지상과 함께 참수당했다. 그가 인종 9년에 <천지인삼정사의장(天地人三庭事宜狀)>을 올리니 3본을 만들어 1본은 성(省)에, 1본은 대(臺)에, 1본은 제사(諸司)에 붙여 모두 알게 하였다. 그 내용은 자세하지 않으나 아마도 도교에서 말하는 3정설(三庭說)을 본따 천·지·인 3정설을 꾸며낸 것으로 보인다.

## 가족관계
- 부 : 득신(得臣)
- 모 : 황보씨(皇甫氏) 황보예(皇甫豫)의 딸
  - 형 : 수원(壽元)
  - 형수: 정씨(丁氏) 정인걸(丁仁傑)의 딸
    - 조카 : 사필(思弼)
      - 질손 : 녹진(祿珍) 녹사(錄事)
      - 질손부 : 김씨(金氏) 김원충(金元沖)의 딸
      - 질손 : 녹손(祿孫)[1]